# Metlife Centre
 (août 2020).
Le Metlife Centre est un gratte-ciel du Cap en Afrique du Sud.

## Histoire
Les travaux de construction du gratte-ciel ont été terminés en 1993,. Le bâtiment va être converti en un complexe résidentiel qui portera le nom de The Sky Hotel. Les travaux de réaménagement de l'inmeuble ont été commencés au début de 2020.

## Description
Avec 120 mètres de hauteur et 28 niveaux, le Metlife Centre est le troisième bâtiment le plus haut du Cap. Son antenne sommitale a été installée grâce à l'aide d'un helicopter en unissant les trois parties dans lesquelles elle était divisée.
Le gratte-ciel a été defini par Emporis comme l'un des plus célèbres et distinctifs du Cap.